# Dampierre-les-Bois
Dampierre-les-Bois är en kommun i departementet Doubs i regionen Bourgogne-Franche-Comté i östra Frankrike. Kommunen ligger i kantonen Étupes som tillhör arrondissementet Montbéliard. År 2022 hade Dampierre-les-Bois 1 565 invånare.

## Befolkningsutveckling
Antalet invånare i kommunen Dampierre-les-Bois
Referens:INSEE